# Thuidium schiedeanum
Thuidium schiedeanum är en bladmossart som först beskrevs av C. Müller, och fick sitt nu gällande namn av Mitten 1869. Thuidium schiedeanum ingår i släktet tujamossor, och familjen Thuidiaceae. Inga underarter finns listade i Catalogue of Life.